# Maxar Technologies
A Maxar Technologies Inc. é uma empresa de tecnologia espacial com sede em Westminster, Colorado, Estados Unidos, especializada na fabricação de satélites de comunicação, observação da Terra, radar e de manutenção em órbita, produtos de satélite e serviços relacionados. A DigitalGlobe e a MDA Holdings Company se fundiram para se tornar a Maxar Technologies em 5 de outubro de 2017. A Maxar Technologies é a controladora da SSL, com sede em Palo Alto, Califórnia, Estados Unidos; a DigitalGlobe, com sede em Westminster, Colorado, Estados Unidos; e Radiant Solutions, com sede em Herndon, Virgínia, Estados Unidos. A Maxar Technologies está listada na Bolsa de Valores de Toronto e na Bolsa de Valores de Nova Iorque como MAXR.
Em maio de 2019, a empresa foi selecionada como fornecedora do elemento de energia e propulsão para a Lunar Gateway, uma estação espacial que está sendo desenvolvida pela NASA.
Em 16 de dezembro de 2022, a Maxar anunciou que seria adquirida pela empresa de capital privado Advent International, em uma transação totalmente em dinheiro no valor de 6,4 bilhões de dólares.